# سیارک ۱۴۵۸۸
سیارک ۱۴۵۸۸ (به انگلیسی: 14588 Pharrams، نامگذاری:1998RH73) چهارده هزار و پانصد و هشتاد و هشتمین سیارک کشف شده‌است که در ۱۴ سپتامبر ۱۹۹۸ کشف شد.
قدر مطلق سیارک برابر ۱۵.۵ است.